# Micsisige Szajumi
Micsisige Szajumi (道重さゆみ; Ube, 1989. július 13. –) japán énekesnő, modell és színésznő. A Morning Musume hatodik generációjának tagja, a csapat  és a Hello! Project volt vezetője.

## Élete

### 2003
2003. január 19-én csatlakozott a Morning Musume-hez a csapat hatodik generációjának tagjaként.
Először a „Morning Musume CONCERT TOUR 2003 Haru “NON STOP!” című koncertjén jelent meg, debütálása a „Shabondama” című kislemez megjelenésével történt. 2003 végéig többször feltűnt a „Revelations of M” című show-ban Nakazava Juko társaságában.

### 2005–2009
2005-ben a hetedik generációs, újonnan csatlakozott tag, Kuszumi Koharu mentora lett. 2006 októberétől elindult a CBC Radio-n rádióműsora, melynek címe “Konya mo Usa-chan Peace” volt, 2007 júniusában pedig a „Young Town” rádióműsort is átvette Fudzsimoto Miki-től. 2009-től folyamatosa feltűnt különféle japán TV-show-kban illetve sorozatokban is. Ebben az évben tagja lett a Zoku v-u-den-nek.

### 2010–2011
2010 februárjában megnyílt önálló Gree blogja, márciusban pedig a TBS „Aimai na!” című show-jának törzsvendége lett. 2011-ben bejelentették, hogy az MMO Dragon Nest című játékában ő fogja kölcsönözni a hangját Haro-nak. Ebben az évben karácsonyi dinner show-t adott Tanaka Reina-val.

### 2012–2013
2012 májusában, Niigaki Risza távozásával ő lett a Morning Musume és a Hello! Project vezetője. Ebben az évben Tsugunaga Momoko, Barbie-san és közte versenyt hirdetett az MMO, hogy ki legyen a Dragon Nest-ben a továbbiakban Harori hangja, és ő győzött. 2013 januárjában töltötte be 10. évét a csapat tagjaként. Tanaka Reina kilépésével ő lett a Morning Musume utolsó 6. generációs tagja.

### 2014
Bejelentették, hogy a Morning Musume őszi koncertturnéjának a végén elhagyja a csoportot és a Hello! Project-et is. Azt nyilatkozta, hogy közösen döntöttek úgy Cunku-val és a UFP-nel, hogy az egymást követő 5 Oricon első helyezés után ideje átadnia a stafétát a következő generációknak. Távozására November 26-án került sor.

## Diszkográfia
- Loneliness Tokyo (2018. október 08.)
- Zettai Kanojo (絶対彼女) (2019. március 13.)

## Filmográfia
| Cím | Kiadási dátum        | Szerep              |
| --- | -------------------- | ------------------- |
| Hoshisuna no Shima, Watashi no Shima: Island Dreamin' (星砂の島、私の島 ~アイランド・ドリーミン~)                                                                  | 2004. február 21.    | Toguchi Sato        |
| Hamtaro and the Demon of the Picture Book Tower (劇場版とっとこハム太郎はむはむぱらだいちゅ! ハム太郎とふしぎのオニの絵本塔)                                       | 2004. december 23.   | Shigeham (Eco-haom) |
| Tatakae!! Cyborg Shibata 3 (闘え!! サイボーグしばた 3) | 2005. szeptember 28. | Sayumi Michishige   |
| Teketeke 2 (テケテケ２) | 2009. március 21.    | Sayumi              |
| Keitai Deka THE MOVIE 3 Morning Musume Kyuushutsu Daisakusen! ~Pandora no Hako no Himitsu (ケータイ刑事 THE MOVIE3 モーニング娘。救出大作戦！～パンドラの箱の秘密) | 2011. február 05.    | Sayumi Michishige   |